# Ричленд (Нью-Йорк)
Ричленд (англ. Richland) — місто (англ. town) в США, в окрузі Освіго штату Нью-Йорк. Населення — 5637 осіб (2020).

## Демографія
Згідно з переписом 2010 року, у місті мешкало 5718 осіб у 2264 домогосподарствах у складі 1479 родин. Було 2766 помешкань
Расовий склад населення:
| - 97,8 % — білих - 0,4 % — корінних американців - 0,4 % — чорних або афроамериканців - 0,3 % — азіатів |

До двох чи більше рас належало 0,8 %. Частка іспаномовних становила 1,5 % від усіх жителів.
За віковим діапазоном населення розподілялося таким чином: 24,6 % — особи молодші 18 років, 61,4 % — особи у віці 18—64 років, 14,0 % — особи у віці 65 років та старші. Медіана віку мешканця становила 39,8 року. На 100 осіб жіночої статі у місті припадало 99,2 чоловіків;  на 100 жінок у віці від 18 років та старших — 98,4 чоловіків також старших 18 років.
Середній дохід на одне домашнє господарство  становив 58 633 долари США (медіана — 44 527), а середній дохід на одну сім'ю — 64 208 доларів (медіана — 50 487). Медіана доходів становила 49 193 долари для чоловіків та 36 632 долари для жінок. За межею бідності перебувало 22,3 % осіб, у тому числі 43,7 % дітей у віці до 18 років та 9,5 % осіб у віці 65 років та старших.
Цивільне працевлаштоване населення становило 2243 особи. Основні галузі зайнятості: освіта, охорона здоров'я та соціальна допомога — 27,4 %, роздрібна торгівля — 13,0 %, будівництво — 10,3 %, мистецтво, розваги та відпочинок — 8,9 %.